# Silene sisianica
Silene sisianica là loài thực vật có hoa thuộc họ Cẩm chướng. Loài này được Boiss. & Buhse miêu tả khoa học đầu tiên.